# سیارک ۸۷۸۶
سیارک ۸۷۸۶ (به انگلیسی: 8786 Belskaya، نامگذاری:1978RA8) هشت هزار و هفتصد و هشتاد و ششمین سیارک کشف شده‌است که در ۲ سپتامبر ۱۹۷۸ کشف شد.
قدر مطلق سیارک برابر ۱۳٫۵۰ است.